# المرأة في الوطن العربي
لم يكن وضع المرأة في الوطن العربيّ مختلفًا عمَّا كان عليه في مناطق أخرى من العالم، حيثُ مرَّ هذا الوضع عبر التاريخ بمراحل من التمييز، مما أدى لخضوع المرأة لقُيود على حُقوقها وحُرّيَّاتِها. بعض هذهِ القُيود تأسَّست على المُعتقدات الدِّينيَّة، ولكنَّ العديد من هذه القُيود ترجع إلى الثقافة كما تنبع من العادات والتقاليد القبلية أكثر من كونها قائمة على المُعتقدات الدِّينيَّة. وتمثل هذهِ القُيود عقبة نحو حُقوق وحُرّيَّات المرأة، وتنعكس بالتالي على القوانين والتّشريعات المُتعلقة بالعدالة الجنائية والاقتصاد والتعليم وكذا الرّعاية الصّحيّة والمهنية.

## المرأة العربيَّة قبل الإسلام

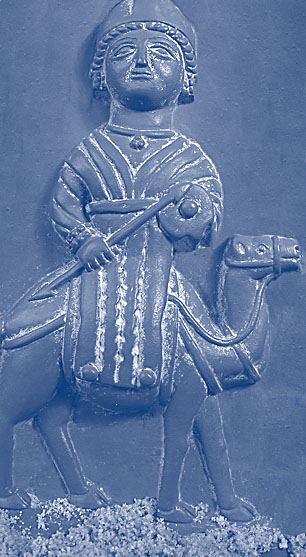
منحوتة حجرية للات وجدت في الطَّائف

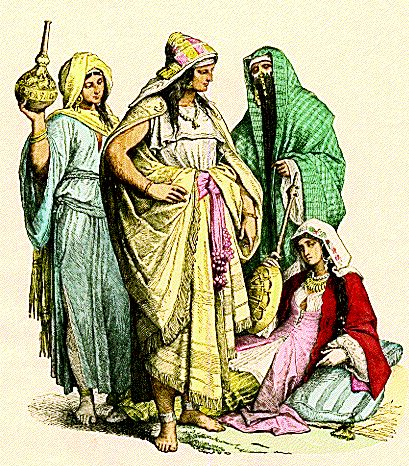
زيُّ المرأةِ العربيَّة ما بين القرنين الرابع والسادس

ناقش بعض الكُتَّاب وضع المرأة في شبه الجزيرة العربية قبل الإسلام، ووجدوا أنَّهم أمام وضع مُختلط. فوفقًا للعرف القبلي الَّذي كان بمثابة القانون القائم آنذاك، لم يكن للمرأة كقاعدة عامة أي وضع قانونيّ يُذكر، لقد بيع النساء عن طريق أولياء أمورهنّ والّذين كانوا بدورهم «كتجار إناث» يقبضون الثمن في المقابل، وكان هذا الزواج قائم على الإرادة المنفردة للزوج، ولم يكن للنساء الحق في الملكية أو الإرث.
ويذهب بعض الكُتاب، بأن المرأة كانت أكثر تحررًا قبل الإسلام عن ما كان عليه وضعها بعده، ويستشهدون على ذلك بالزواج الأول لمحمد نبي الإسلام؛ والذي كان زواجًا عن طريق طلب خديجة بنت خويلدحيث أرسلت إحدى صديقاتها؛ وهي نفيسة أخت يعلى بن أمية إلى النبي محمد تعرض عليه الزواج من خديجة، وكانت خديجة سيدة في قومها وتاجرة ذات مال. وكذا يُعول هؤلاء الكُتاب على نقاط أخرى منها عبادة العرب للات وهي إحدى الأصنام التي عبدها العرب قبل الإسلام وكانت هي والصنمين مناة والعزى يُشكلن ثالوثًا أنثويًا عبده العرب وبالخصوص ممن سكن مكة.
وتعتبر المؤرخة السعودية هاتون الفاسي أن حقوق المرأة العربية تضرب بجذورها في عمق التاريخ، وتستعين بذلك بأدلة من الحضارة النبطية القديمة الموجودة في الجزيرة العربية، فقد وجدت أن المرأة العربية في ظل هذه الحضارة كانت تتمتع بالشخصية القانونية المستقلة، وأشارت الفاسي إلى أن المرأة فقدت الكثير من حقوقها في ظل القانون اليوناني والروماني قبل دخول الإسلام، وقد تم الإبقاء على هذه المعوقات اليونانية الرومانية في ظل الإسلام.[بحاجة لمصدر]
ويختلف وضع المرأة على نطاق واسع في جزيرة العرب قبل الإسلام من مكان لآخر نظرًا لاختلاف الأعراف والعادات الثقافية للقبائل التي كانت متواجدة آنذاك؛ حيث كانت قوانين المسيحية واليهودية مهيمنة للغاية بين الصابئة والحميريون في الجنوب المزدهر من المنطقة العربية. في أماكن أخرى مثل مكة المكرمة حيث مولد النبي محمد كان لمجموعة من القبائل الحق في المكان؛ وكان ذلك أيضًا ينطبق بين ساكني الصحراء من البدو، ويختلف الوضع باختلاف العرف من قبيلة لأخرى، وبالتالي لم يكن هناك تعريف واحد لا للدور الذي اضطلعت به المرأة ولا للحقوق التي حصلت عليها قبل مجيء الإسلام.

## المرأة العربيَّة بعد الإسلام

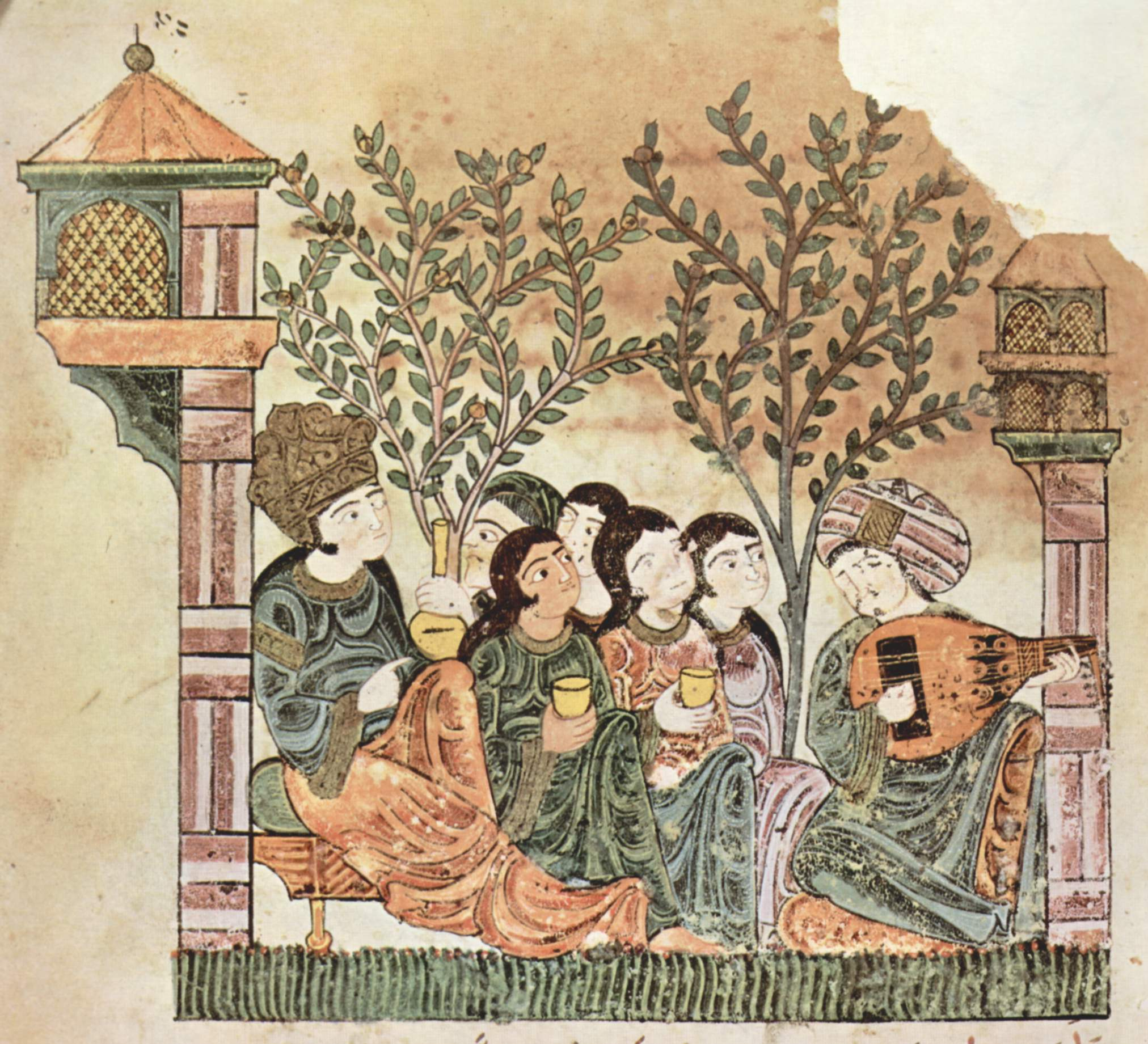

دخل الإسلام شبه الجزيرة العربيَّة في القرن السابع لميلاد المسيح، وحسَّن من وضع المرأة بالمقارنة بالوضع الَّذي كان عليه في الجاهلية؛ فوفقًا للنصوص القرآنية، فإنّ للنساء ما على الرجال ولهنّ ما لهم فكانت مساواة بينهما في المسؤوليَّات والواجبات؛ حيثُ نصّ القرآن: ﴿فَاسْتَجَابَ لَهُمْ رَبُّهُمْ أَنِّي لَا أُضِيعُ عَمَلَ عَامِلٍ مِنْكُمْ مِنْ ذَكَرٍ أَوْ أُنْثَى بَعْضُكُمْ مِنْ بَعْضٍ فَالَّذِينَ هَاجَرُوا وَأُخْرِجُوا مِنْ دِيَارِهِمْ وَأُوذُوا فِي سَبِيلِي وَقَاتَلُوا وَقُتِلُوا لَأُكَفِّرَنَّ عَنْهُمْ سَيِّئَاتِهِمْ وَلَأُدْخِلَنَّهُمْ جَنَّاتٍ تَجْرِي مِنْ تَحْتِهَا الْأَنْهَارُ ثَوَابًا مِنْ عِنْدِ اللَّهِ وَاللَّهُ عِنْدَهُ حُسْنُ الثَّوَابِ ۝١٩٥﴾ [آل عمران:195].
ورفض الإسلام عادة وأد البنات والتي كانت عادة جاهلية ترجع إلى الموروث الثقافي عند بعض العرب؛ حيث كانوا يدفنون الإناث أحياء بعد الميلاد مباشرة خشيةً العار، وقد قص القرآن ذلك بقوله: ﴿وَإِذَا بُشِّرَ أَحَدُهُمْ بِالْأُنْثَى ظَلَّ وَجْهُهُ مُسْوَدًّا وَهُوَ كَظِيمٌ ۝٥٨ يَتَوَارَى مِنَ الْقَوْمِ مِنْ سُوءِ مَا بُشِّرَ بِهِ أَيُمْسِكُهُ عَلَى هُونٍ أَمْ يَدُسُّهُ فِي التُّرَابِ أَلَا سَاءَ مَا يَحْكُمُونَ ۝٥٩﴾ [النحل:58–59].
وعن أمّ المؤمنين عائشة قالت: قال رسول الله صلى الله عليه وسلم: «من يلي من هذه البنات شيئًا فأحسن إليهن كنّ له سترًا من النار».
ويصِف ويليام مونتغمري أُستاذ الدّراسات الإسلاميَّة التَّحوُّل في وضع المرأة بعد الإسلام قائلًا: «صحيح أن الإسلام لا يزال، في نواحٍ عدة، دين ذكوري، لكني أعتقد أنَّني قد وجدت أدلة في بعض المصادر حديثة العهد بالرّسالة؛ والَّتي توضّح أنّ وضع المرأة قد تحسَّن كثيرًا في ظل الإسلام. ويظهر ذلك في بعض الأجزاء من شبه الجزيرة العربيَّة ولا سيما في مكَّة، حيث كان نظام الانتساب للأمّ أو ما يعرف بالطوتمية موجود عند بعض القبائل، ولكن في ظلّ الإسلام تحوَّل إلى نظام الأب الواحد».

## إصلاحات مبتكرة
بدأت الإصلاحات مبكرًا في ظلّ الإسلام، وكان من ضمنِها الإصلاحات في مجال حُقوق المرأة مما تعلَّق بالزَّواج والطلاق والإرث. حيثُ جاء الإسلام ليحظر وأد البنات، واعترف للمرأة بالشخصية القانونية الكاملة، وأقر لها الإسلام الحق في المهر عند الزواج تأخذه ويصبح جزء من ذمتها المالية، لا كما كان في الجاهلية ثمن بيعها يقبضه الأب بالنيابة عنها؛ فوفقًا للشريعة الإسلامية لم يعد ينظر للزواج على أنه مجرد صفقة أو تجارة بين الرجال، ولكنه أصبح عقدًا تمثل فيه موافقة المرأة الركن الأساسي لانعقاده.
فضلًا عن ذلك أُعطيت المرأة في ظل الشريعة الإسلامية حقوق الإرث، بعد أن كان المجتمع الأبوي في الجاهلية يحصر الإرث في الأقارب من الذكور. وتقول آن ماري شيمل: «بالمقارنة مع وضع المرأة قبل الإسلام، فإن التشريع الإسلامي يعني تقدمًا هائلًا؛ حيث أصبح للمرأة الحق وفقًا للنصوص الإسلامية أن تدير ثرواتها التي حصلت عليها عن طريق الإرث أو التي كسبتها من عملها الخاص».
ويقول ويليام مونتغمري: «بأنه إذا ما نظرنا للتاريخ وقت بداية الإسلام فسنجد بأن النبي محمد؛ كان الشخصية التي شهدت لصالح حقوق المرأة وساعدها على تحسين أوضاعها كثيرًا».
ويفسر ويليام مونتغمري ذلك «بأنه في الوقت الذي ظهر فيه الإسلام، فإن ظروف المرأة كانت في وضع مروع؛ فلم يكن لها الحق في التملك، وإنما هي جزء من ممتلكات الرجل؛ إذا مات ورثها أبناؤه من بعده»
بالرغم من ذلك المناخ السائد عند دخول الإسلام إلا أن النبي محمد أعطى للمرأة حقوق الملكية، والتعليم، والحق في الطلاق وأعطى لها بعض الضمانات الرئيسية، والتي تتأسس على منحها حقوقًا وامتيازات في مجال الحياة الأسرية، حيث الزواج والتعليم والمكانة الاقتصادية، إلى جانب الحقوق التي تساعد على تحسين وضعها في المجتمع.

## التعليم
لعبت النساء دورًا هامًا في تأسيس العديد من المؤسسات التعليمية الإسلامية، مثل تأسيس فاطمة الفهري لجامعة القرويين عام 859، واستمر ذلك في فترة حكم الأيوبيين في القرن الثاني عشر والثالث عشر، فقد كان ما يربو على 160 مسجد ومدرسة قد شيدت في دمشق، 26 منها تم تمويلها من النساء عن طريق الوقف الخيري. وكان نصف الملتحقين بهذه المدارس من نساء الطبقة المالكة. ونتيجة لذلك؛ برزت فرص لتعليم الإناث في العالم الإسلامي في القرون الوسطى.
فوفقًا للفقيه السني ابن عساكر في القرن الثاني عشر، قد كان بإمكان المرأة أن تدرس، وتحصل على الإجازة (وهي درجة علمية)، وأن توصف بأنها فقيهة ومعلمة. كان الوضع هكذا بالنسبة لأبناء العائلات التي تحظى بقدر كبير من التعليم كأبناء الفقهاء؛ حيث كانوا يريدون أن يضمنوا أعلى مستويات التعليم لأبنائهم من البنين والإناث. ويذكر ابن عساكر أنه نفسه قد درس على يد 80 امرأة في زمانه.
وقد استُلهم تعليم المرأة في العالم الإسلامي من قبل زوجات النبي محمد؛ حيث خديجة وهي التاجرة الناجحة، وعائشة وهي المحدِّثة الشهيرة. وثبت أن الشفاء بنت عبد الله المهاجرة القرشية العدوية علّمت حفصة أم المؤمنين الكتابة بإقرار من النبي محمد.

## عمل المرأة
والمقصود به خروج المرأة لميدان العمل خارج نطاق منزلها سواء متزوجة أم غير متزوجة.
عمل المرأة حق شرعي لها مع الأخذ بعين الاعتبار ماهية هذا العمل، فالقوانين العربية والقانون الأردني مثلا نص على أنه يحق للمرأة العمل بكافة الأعمال التي توافق طبيعتها، فمثلا لا يجوز عمل المرأة في المحاجر والكسارات وأعمال البناء والمناجم والمناطق التي يمكن فيها أن تتعرض لإشعاعات كالإشعاعات النووية أو فوق الحمراء التي من الممكن أن تؤثر على الأجنة مما يؤدي لإجهاضها أو تشوه الجنين.
سمح الإسلام بعمل المرأة بضوابط، بل وحتى بخروج المرأة للمعركة للقيام بعمل تمريضي وقد تعدت بعض النساء في المجتمع الإسلامي الأول العمل التمريضي إلى خروج عسكري من أمثال الخنساء، وكذلك التعليم والتدريس، وكان للسيدة عائشة زوج الرسول مجلس علمي وكذلك نساء أخريات في الإسلام، وغير ذلك من المجالات والميادين.
إن المرأة الأوربية قبل الثورة الفرنسية والثورة الصناعية لم يكن حالها بأفضل حال من المرأة العربية في بعض المجتمعات النامية حين كانت أوروبا تعيش فترة الظلام في ظل سيطرة الكنيسة على أوروبا والعالم الغربي، وكان هناك ما يعرف بصكوك العفة التي كانت توضع للمرأة المتزوجة لمنعها من الزنا وغيره، إلا أن الثورة الفرنسية وبدء مرحلة العلمنة أو فصل الدين عن الدولة بالإضافة إلى الثورة الفرنسية والحرب العالمية جعلت المجتمعات الغربية في مأزق كبير جدا من هذه الناحية وجعلت المجتمعات الأوروبية تقر مكرها بمبدأ حرية المرأة وأخذ حقوقها.
فالحرب العالمية خلفت ورائها الملايين من القتلى الذين كان معظمهم من الرجال الذين هم ركيزة الجيوش التي حاربت في الحروب العالمية مما خلف الملايين من الأرامل والعائلات التي بلا معيل فأضطرت المرأة للخروج إلى ميدان العمل في المصنع وغيره لتحصل قوت عيالها، هذا بالإضافة إلى تغير المفاهيم الاجتماعية والدعوة المفرطة للتحرر في أوروبا بعد فترة قاسية عاشتها جراء تسلط الكنيسة واستبدادها في فرض الرأي الديني وصل إلى حد إعدام العلماء لمجرد رأي مخالف للكنيسة كما حصل حين أعدمت الكنيسة العالم غاليلو لإثباته نظرية دوران الأرض.

## العالم العربي المعاصر

### الوضع في السعودية

امرأة سعودية قروية من المنطقة الجنوبية
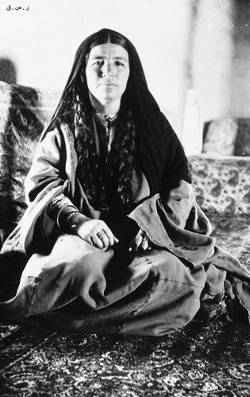
امرأة سعودية بدوية من المنطقة الشمالية
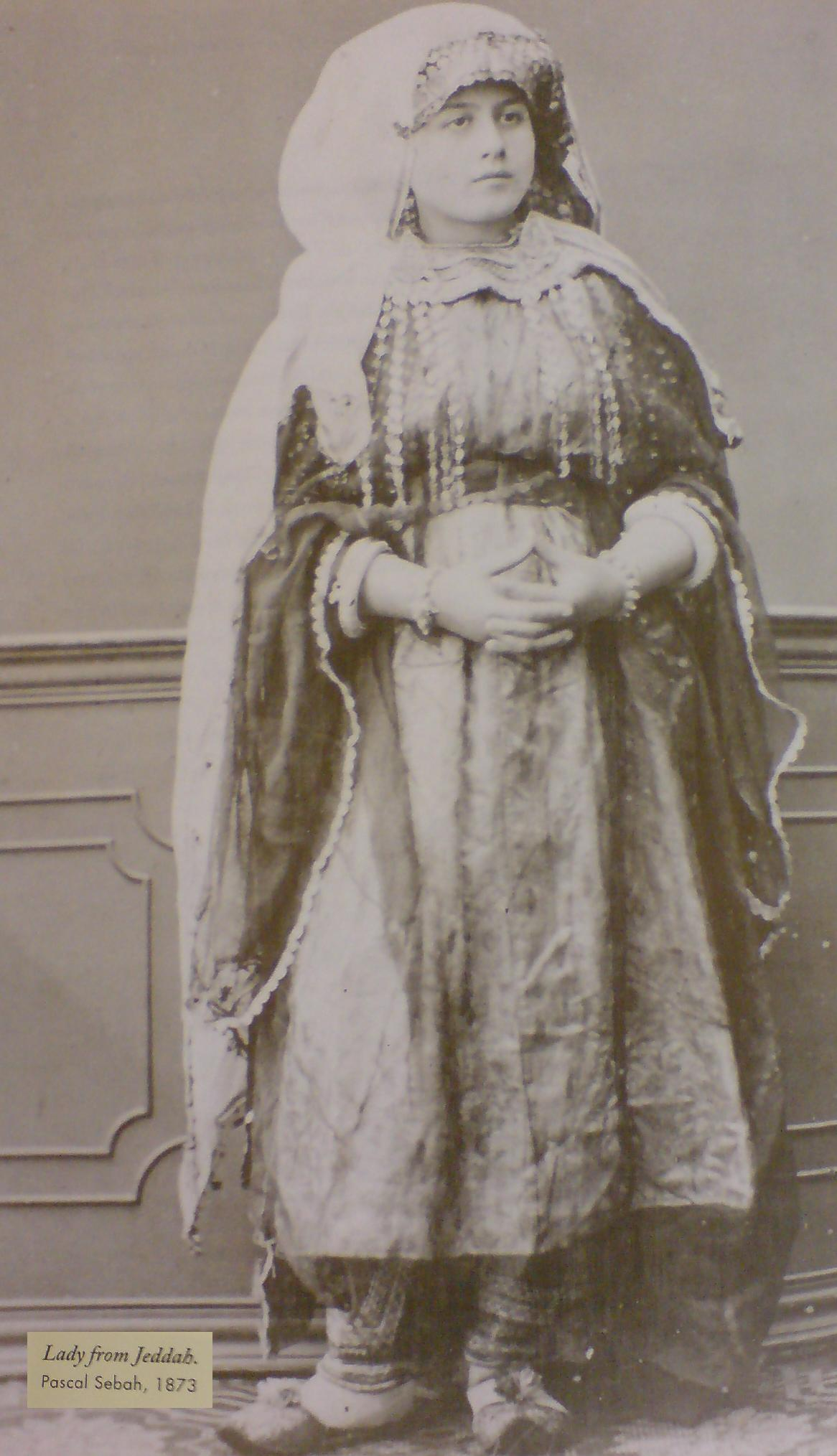
امرأة سعودية حضرية من المنطقة الغربية

قرر الملك عبد الله بن عبد العزيز آل سعود في 11 يناير/كانون الثاني من سنة 2013 تعيين ثلاثين امرأة في مجلس الشورى، في بادرة هي الأولى في السعودية، ومعظم المعينات في المجلس، وبينهن أميرتان، من الجامعيات، أو ناشطات المجتمع المدني. ومن هؤلاء على وجه الخصوص ثريا عبيد التي كانت تولت منصب أمين عام مساعد في الأمم المتحدة وهي أول عربية ترأس وكالة تابعة للأمم المتحدة.
ولا يملك مجلس الشورى سلطة التشريع، ولكنه يقدم المشورة للحكومة، حول السياسات العامة للبلاد. غير أنه مع ذلك يعكس رغبة في إشراك النخب السعودية في عملية اتخاذ القرار الذي لا يزال في أيدي الأسرة المالكة.
حدثت في السنوات الأخيرة مجموعة من التغييرات والتعديلات في الأنظمة السعودية منحت المرأة في المملكة حقوقا وتمكينات لم تكن متاحة سابقا؛ مثل السماح بقيادتها للسيارة، والسماح باستخراج جواز سفرها والسفر دون اشتراط موافقة ولي أمرها، وإشراكها في الترشح والانتخاب لعضوية المجالس البلدية، والعمل في القضاء والجيش.

### الوضع في تونس

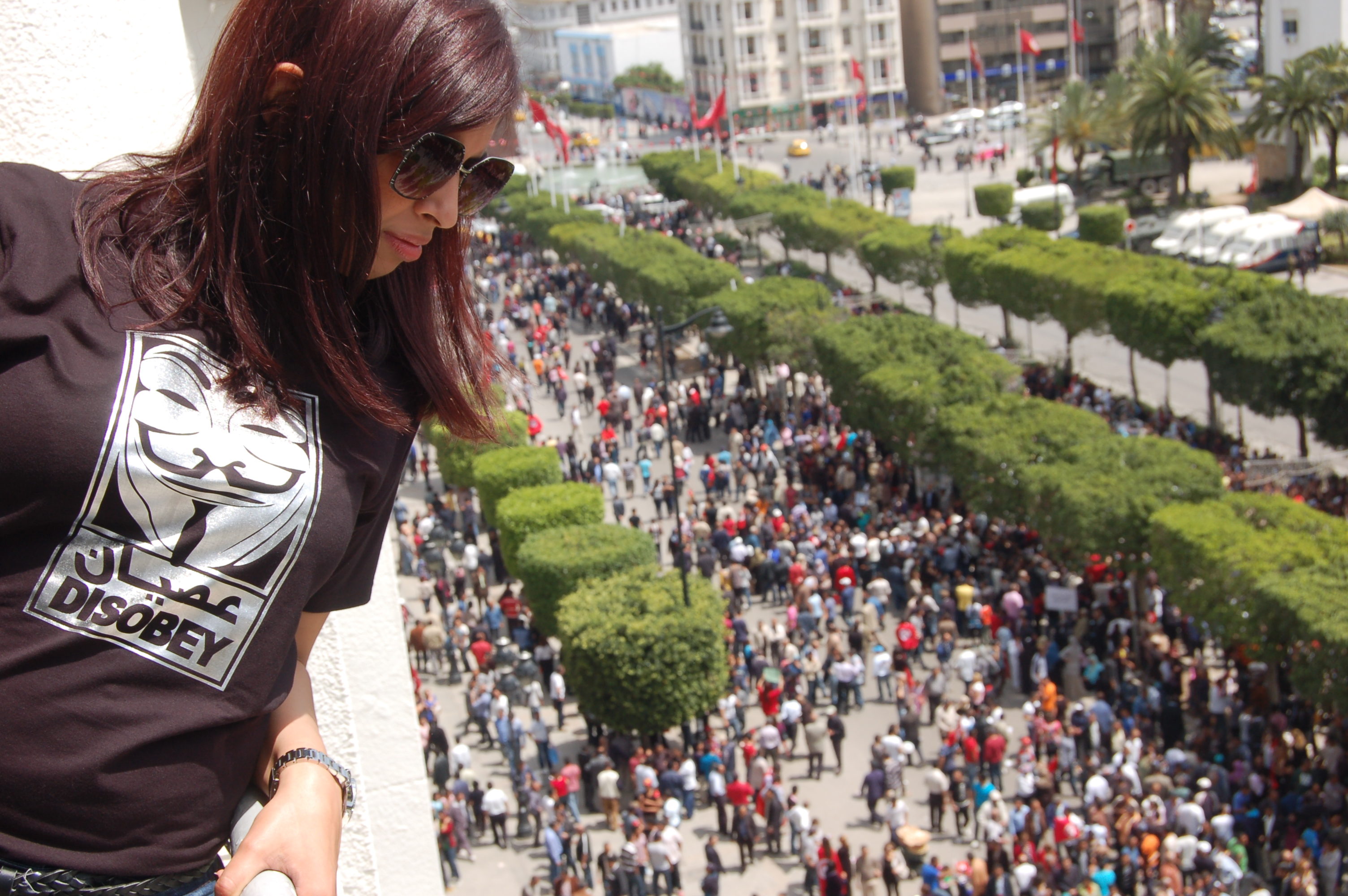
مسيرات نسائية تجوب الشوارع في عيد المرأة بتونس

قد يمثل دستور تونس الجديد بداية مرحلة تغيير جذري بالنسبة للمرأة، وذلك بعد إدراج مادة تنص على المساواة بين الجنسين في المجالس التشريعية، وعلى اتخاذ خطوات لمكافحة العنف ضد المرأة، وتلك سابقة في العالم العربي.
وتقول لبنى الجريبي، من حزب التكتل من أجل العمل والحريات، وهو حزب علماني، إن هذه المادة «بمثابة ثورة في حد ذاتها. إنها خطوة كبيرة وتاريخية ليس فقط للمرأة التونسية. وهي بالنسبة لي لحظة مؤثرة للغاية».
وأقرّت الجيريبي، وهي أستاذة الهندسة بجامعة السوربون سابقًا والمحاضرة بكلية الهندسة في تونس، إن ضمان التمثيل المتكافئ بين الرجل والمرأة في المجلس التشريعي قضية لم تكن تخطر على بالها حتى أختيرت عضوة بالمجلس الوطني التأسيسي عام 2011، والذي كان منوط به رسم مسار جديد لتونس، عقب الانتفاضة التي أنهت عقودًا من حكم الرئيس زين العابدين بن علي وأطاحت به في يناير/ كانون الثاني 2011.
وتابعت: «كنت أعتقد دائما أن الأمر قضية تخص المرأة. ولكننا في حزب التكتل للعمل والحريات كنا نجد صعوبة في العثور على نساء للمشاركة في العملية السياسية. فهنا تسود الثقافة الذكورية، وإذا لم نبدأ نحن في تغييرها فلن تتغير.»
وقد وصفت الجيريبي هذه المادة بالتاريخية.
ولاقت مقترحات الجيريبي معارضة شديدة في الجمعية التأسيسية، وأدت إلى نقاش محموم استمر أكثر من ثلاثة أيام مما هدد بعرقلة إقرار الدستور.
وتعتبر فطومة عطية (60 عامًا) عضوة المجلس التأسيسي المستقلة: «كنت أول سيدة أعمال في تونس، وأصبحت كذلك ليس لأن أحدًا قرر مشاركة المرأة في هذا المجال أو منحني الفرصة لذلك، بل لأنني أردت أن أكون سيدة أعمال، وطالبت بحقوق في المساواة.»
وأضافت: «كلي قناعة بأن المرأة عليها أن تأخذ مكانها بنفسها ومن خلال إرادتها الشخصية وكفاءتها.»
والجدير بالذكر أن القانون التونسي يحظر تعدد الزوجات، ويجعل الطلاق بيد المحكمة لا بيد الرجل.

### الوضع في مصر

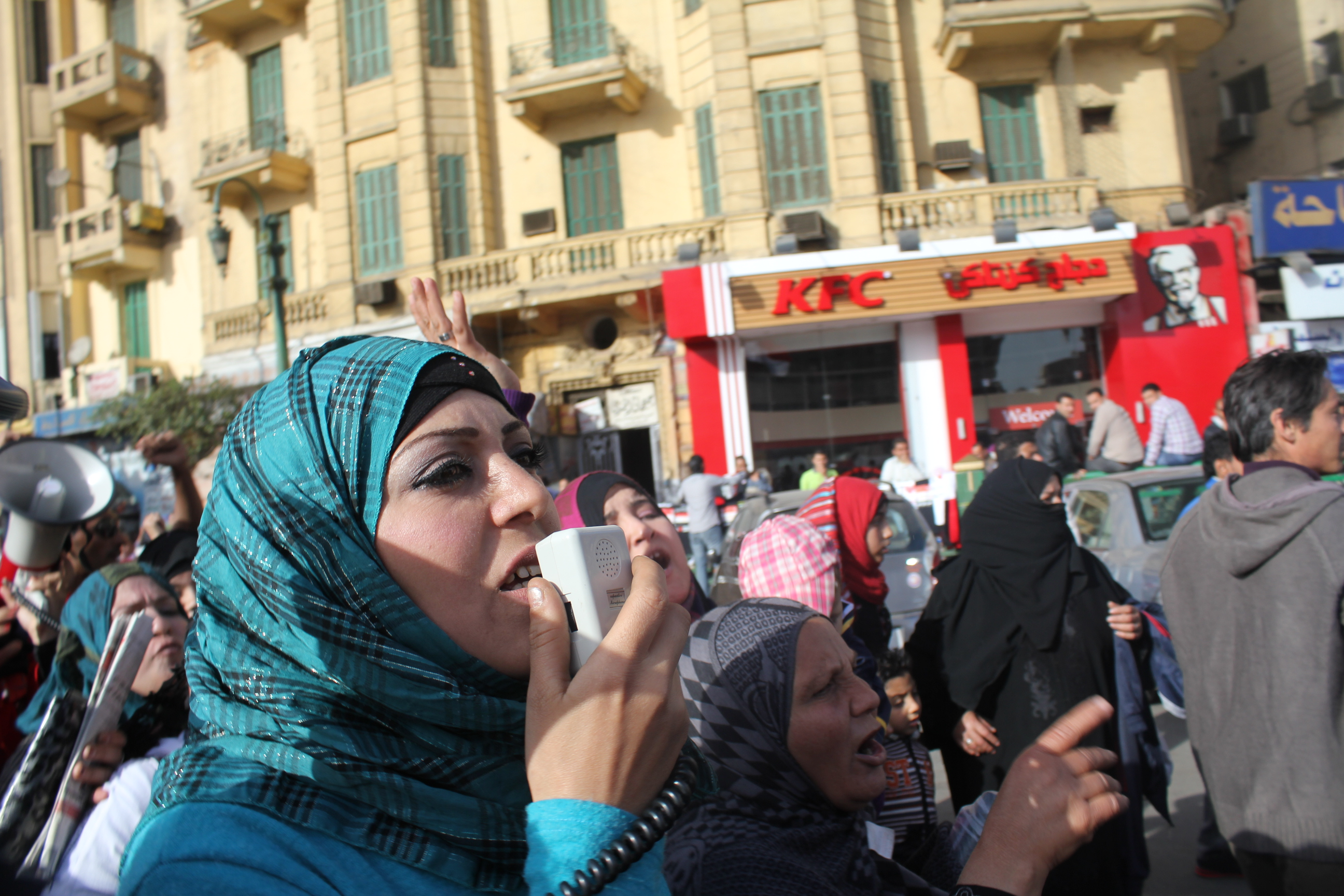
متظاهرات في مصر ثورة 25 يناير.

طالما لعبت نساء مصر دورا مؤثرا في السياسة والمجتمع المصري، ولكن وضعهم تدهور في الآونة الأخيرة حتى صنفت منظمات حقوقية دولية مصر أنها أحد أسوأ دول العالم معاملة للنساء، فتواجه المرأة المصرية اليوم تحديات جمة واضطهاد يشمل العديد من نواحي الحياة، ولعل أبرزها انعدام التأمين الاجتماعي من الدولة عمليا والعنف الأسري والتحرش الجنسي وختان الإناث وغيرها.
ارتبطت النهضة النسائية في مسيرتها الطويلة التي امتدت قرابة القرن ونصف القرن، بقضايا مجتمعية طرحتها ضرورات التقدم، فعندما بدأ محمد علي باشا مؤسس مصر الحديثة، في تأسيس الدولة العصرية، ارتبط ذلك بضرورة تحديث المجتمع لخدمة هذه الدولة، وضرورة تعليم المرأة، فنشأت مدرسة المولدات سنة (1248هـ= 1832م) لتخريج القابلات، أو ما يعرف الآن بإخصائيات أمراض النساء،
وفي سنة (1289هـ=1872م) أصدر «رفاعة الطهطاوي» كتابا مهما بعنوان «المرشد الأمين للبنات والبنين» طرح فيه بقوة قضية تعليم الفتاة، وكان لهذه الدعوات وغيرها أثرها في المجتمع؛ فساندت زوجة الخديوي إسماعيل إنشاء أول مدرسة حكومية لتعليم البنات في مصر سنة (1290هـ= 1873م) وهى المدرسة «السيوفية» التي ضمت بعد 6 أشهر من افتتاحها 286 تلميذة.
استثمرت المرأة في النهضة الصحفية في تلك الفترة حيث تأسيس صحافة نسائية تتبنى القضايا النسوية وتدافع عن حقوق المرأة ومكانتها ضد جمود التقاليد، فأصدرت «هند نوفل» أول مجلة مصرية هي «الفتاة» في (20 من نوفمبر 1892م) بالإسكندرية، كما أصدرت «جميلة حافظ» مجلة نسائية مهمة هي «الريحانة».
ساندت المرأة قضية التعليم للجميع في سبيل النهوض بالمجتمع، فتبرعت الأميرة فاطمة بنت الخديوي إسماعيل بأرض كانت تملكها لإقامة مبنى للجامعة الأهلية (القاهرة الآن)، ووهبت مجوهراتها الثمينة للإنفاق على تكاليف البناء، وأوقفت أراض زراعية شاسعة للانفاق على مشروع الجامعة. وفي عام (1347هـ= 1928م) التحقت المرأة بالجامعة المصرية.
استمرت مسيرة تعليم المرأة حتى وصل عدد المدارس الحكومية للبنات عام (1365هـ= 1945م) حوالي 232 مدرسة تضم حوالي 44319 طالبة.
وتمثل ثورة 1919 حجر زواية في تاريخ مصر الحديث حيث اشتعلت الثورة الشعبية في كل فئات الشعب المصرى رجاله ونسائه.
فقد ظهرت المشاركة الإيجابية النسائية في صورة لم يعتدها المجتمع لفترة طويلة من السنوات وذلك بخروجها لأول مرة في المظاهرات الحاشدة والمنظمة إلى الشوارع في التاسع من مارس 1919، وفي يوم 14 مارس سقطت أول شهيدتين خلال المظاهرات وهن السيدتين (حميدة خليل) و (شفيقة محمد) للدفاع ومؤازرة زعيم الثورة سعد زغلول ومعارضة لجنة (ملنر)، بالإضافة للعديد من الاجتماعات أهمها الاجتماع التي عقد بمقر الكنيسة المرقسية في 12 / 12 / 1919، رداً على الإنجليز للوشاية والتفرقة بين المسلمين والأقباط وفي عام 1920 تم تشكيل لجنة الوفد المركزية للسيدات نسبة لحزب الوفد بزعامة سعد زغلول وانتخبت السيدة هدى شعرواى رئيساً لها، واستمر الكفاح الاجتماعى والسياسى مواكباً لأحداث مصر الكبيرة وأهمها قيام حرب فلسطين عام 1948.
لعبت المرأة دورا في محاولة تحريك النهضة النسائية من خلال المشاركة في المؤتمرات الدولية، فشاركت «هدى شعراوي» من خلال مؤسسة الاتحاد النسائي بأول وفد عربي في المؤتمر النسائي الدولي بروما سنة (1923م).
و أسهم صدور دستور 1923 دون أن يعطيها حقوقها السياسية في تصاعد الدعوة للمطالبة بحصول المرأة علي هذه الحقوق.

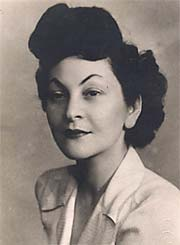
السيدة درية شفيق

وسعت المرأة لتأسيس أحزاب سياسية تدافع عن قضاياها فنشأ حزب «اتحاد النساء المصريات» الذي أصدر جريدة عام (1925م) بعنوان «المصرية» باللغة العربية والإنجليزية، وأسست فاطمة نعمت راشد سنة (1942م) الحزب النسائي الوطني، والذي كان على رأس مطالبه قبول النساء في كافة وظائف الدولة، كما شكلت درية شفيق حزب «بنت النيل» سنة (1949م) والذي دعمته السفارة الإنجليزية، وتأسس الاتحاد النسائي العربي سنة (1924م).
بعد قيام ثورة 23 يوليو 1952 ترسخ مفهوم مشاركة المرأة في كافة مجالات الحياة السياسية والاقتصادية والاجتماعية، فقد حصلت على حق الانتخاب والترشيح عام 1956، ودخلت البرلمان وتقلدت الوزارة فكانت وزيرة للشؤون الاجتماعية 1962، وشاركت في الحياة الحزبية والنقابات العمالية والمهنية والمنظمات غير الحكومية، وتقلدت الوظائف العليا في كافة ميادين الحياة وتوج ذلك بتعيينها في بعض الهيئات القضائية.
الوضع بعد ثورة 25 من يناير 2011 مازال كسابقه فالتمثيل الضعيف للنساء في البرلمانات وانعكاسه على إمكانية تعيينهن كوزيرات وبالتالى يستبعد البعض إمكانية في ترشحهن في منصب رئاسة الدولة. ولذلك يعتبر المراقبون أن المشاركة الملحوظة للنساء في انتخاب الرجال في البرلمانات إنجازاً.
فهناك بالفعل مشاركة ملحوظة كثيرًا للنساء في الاستفتاءات الدستورية وفي الانتخابات البرلمانية والرئاسية فيما بعد ثورة 25 يناير2011. ففى الانتخابات البرلمانية تواجدت النساء بالأساس كناخبة وبصورة استثنائية كمرشحة؛ حيث لم تتخطى نسبة تمثيلها في البرلمان 2%، أما في الانتخابات الرئاسية لعام 2012 فلم تترشح أية سيدة.
إلا أنه بالرغم من ذلك فهناك محطات هامة في إطار الحراك النسائي المصري في الفترة الآخيرة منها تعيين السيدات درية شرف الدين وزيرة للإعلام والدكتورة مها الرباط وزيرة للصحة والدكتورة ليلى راشد اسكندر وزيرة للبيئة في حكومة حازم الببلاوي وهى مناصب وزارية كانت حكراً للرجال لفترة طويلة فتعد درية شرف الدين أول وزيرة للإعلام وذلك بعدما انحصر دور المرأة في وزارات خدمية لا ثقل لها فيما قبل الثورة المصرية. وإن كان عدد ثلاث وزيرات ليس سابقة أولى من نوعها إلا أن الجديد هو الحصول على مناصب في وزارات حيوية كالإعلام والصحة. تلى ذلك فوز الدكتورة منى مينا، منسقة حركة «أطباء بلا حقوق» في ديسمبر 2013 وعضوة مجلس النقابة العامة للأطباء، بمنصب أمين عام نقابة الأطباء وهى أول سيدة تتقلد هذا المنصب الهام. ومؤخراً في فبراير 2014 تم انتخاب أول سيدة لرئاسة حزب سياسى وهى «هالة شكر الله» لرئاسة حزب الدستور.

### الوضع في الجزائر

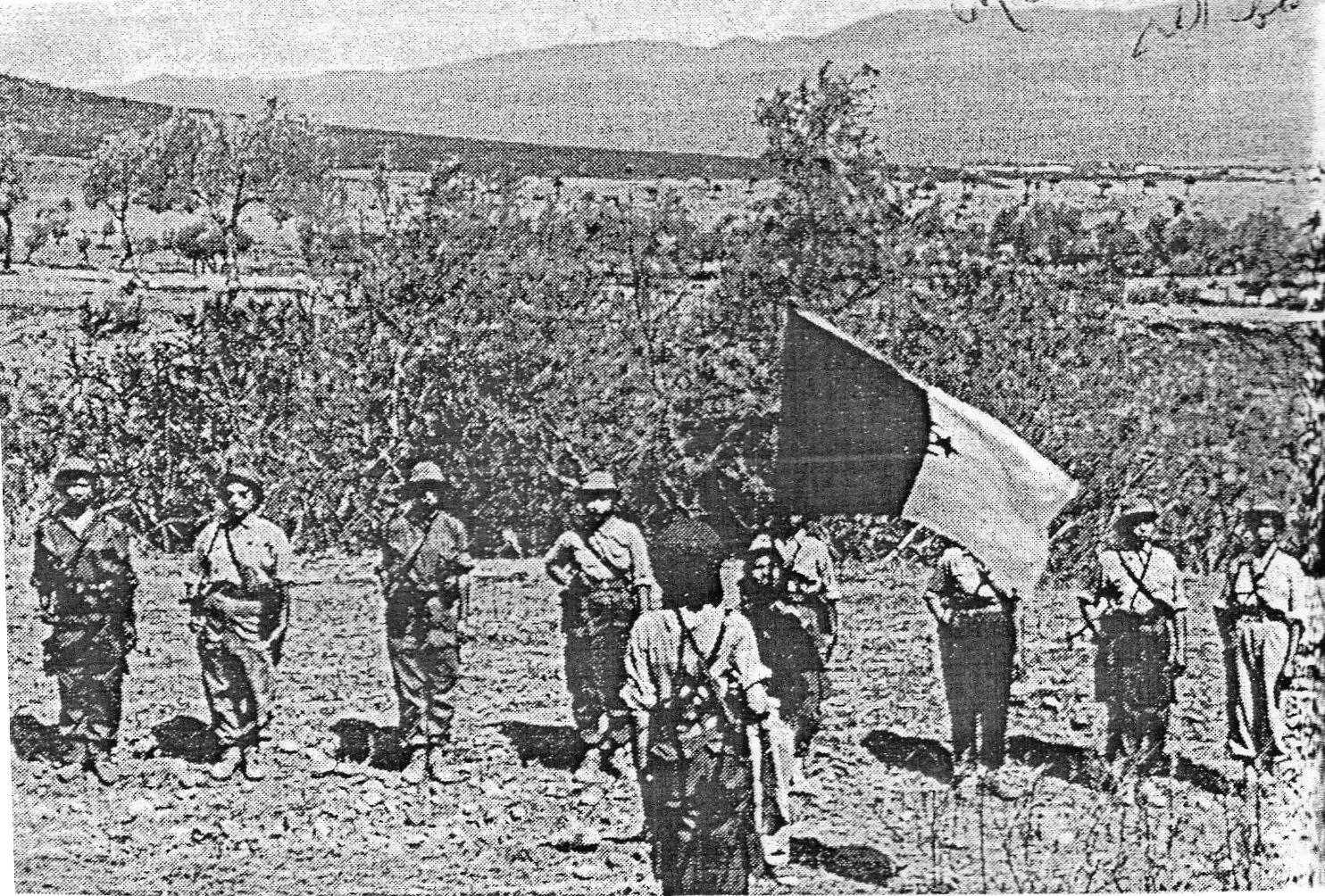
نساء جزائريات يحملن العلم أثناء حرب التحرير في الجزائر

كانت المرأة الجزائرية خلال القرن التاسع عشر مثالا للشجاعة والتضحية والبطولة، وقد سجل التاريخ نساء قدن المقاومة ضد الاحتلال الفرنسي، ونذكر هنا «لالا فاطمة نسومر» التي كانت تمتاز بخصائص مميزة مكنتها من قيادة الثورة الشعبية في منطقة القبائل، وتمكنت من تحقيق انتصارات على الجيش الفرنسي، وبذلك ذاع صيتها في كل أرجاء الوطن واستطاعت أن تبث الرعب في أوساط الجيش الفرنسي، وقد شاركت هذه الأخيرة في أغلب المعارك وحققت انتصارات شهد لها الأعداء، كما قدمت نساء أخريات مساعدات كبيرة للمقاومة الشعبية بالمؤن والعتاد والدعم المعنوي من أجل القضاء على الاستعمار وإفشال مخططاته، ولم تثن سياسة التنكيل التي انتهجها الاستعمار الفرنسي المرأة الجزائرية في أداء دورها بكل الوسائل.
وكانت المرأة الجزائرية عنصرا أساسيا في الثورة الجزائرية إذ وقفت إلى جانب الرجل وتحملت مسؤوليات سياسية وعسكرية وكانت سندا قويا للكفاح المسلح، وأبلت المرأة سواء في الريف الجزائري أو في المدينة البلاء الحسن من أجل خدمة الثورة، وكانت مساهمتها على مختلف المستويات.
وفي الجزائر قدمت زعيمة حزب العمال الجزائرية لويزة حنون ملف ترشحها أمام المجلس الدستوري لدخول الانتخابات الرئاسية في 17 أبريل/نيسان 2014.
وهذه هي المرة الثالثة التي تترشح فيها لويزة حنون للانتخابات الرئاسية، وقد حلت الثانية بعد الرئيس عبد العزيز بوتفليقة في انتخابات 2009. وقد اعتاد الجزائريون وجودها في المشهد السياسي كما لا يجادل كثيرون في مستواها أو كفاءتها، ومع ذلك استعصى عليها منصب القاضي الأول للبلاد.

### الوضع في سوريا

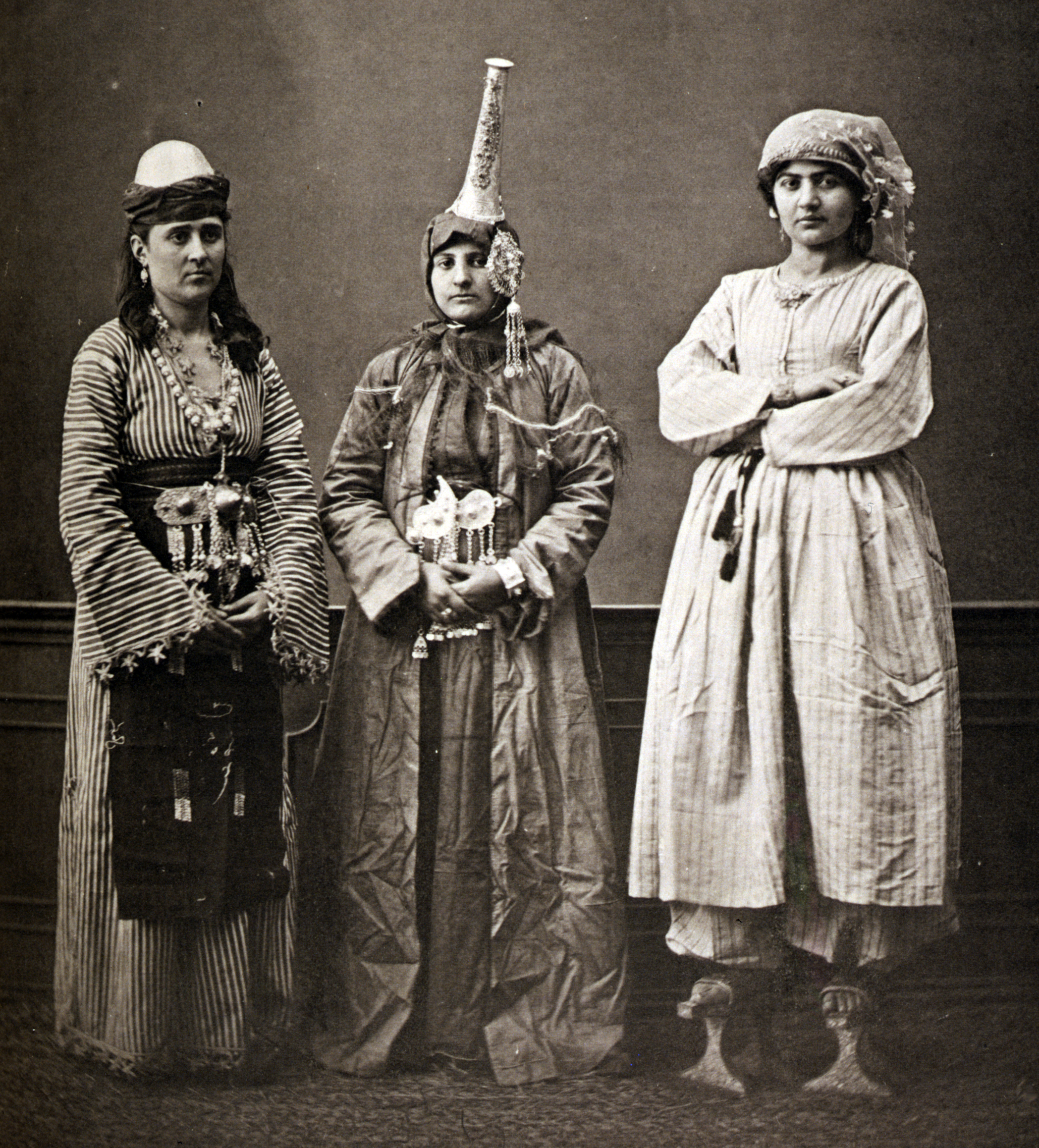
زي المرأة السورية 1873

يتهم عبد الرحمن الكواكبي في كتابه طبائع الاستبداد النساء بأنهن «اقتسمن مع الذكور أعمال الحياة قسمة ضيزى، وتحكمن بسن قانون عام، جعلن نصيبهن به هين الأشغال بدعوى الضعف، ونوعهن مطلوبا بإيهام العفة، وجعلن الشجاعة والكرم سيئتين فيهما، محمدتين في الرجال، وجعلن نوعهن يهين ولا يهان، ويظلم أو يظلم فيعان», «والحاصل أنه قد أصاب من سماهن بالنصف المضر». أي أنه بتحليله الدقيق العلمي الرائع لأسباب تخلف العرب، ودعوته لنهوضهم، لم يكن على نفس القدر من العلمية والموضوعية في حديثه عن النساء، لكنه رغم ذلك يدعو في كتابه الآخر «أم القرى» إلى تعليم النساء، مبينا أن أحد أسباب الانحلال «تركهن جاهلات» مبينا «أن ضرر جهل النساء وسوء تأثيره في أخلاق البنين والبنات أمر واضح غني عن البيان». إلا أنه دعا في نفس الوقت إلى أن «بالحجب والحجر الشرعيين» للنساء في البيوت إغلاق باب الفجور وإفساد الحياة الشريفة.
ولم يكن رأي النهضوي الحلبي فرنسيس مراش بأفضل من رأي الكواكبي، فقد طالب بقصر تربية المرأة على دائرة التعليم الأولى :«فالدراسة المتعمقة للعلوم تؤدي إلى نتائج غير مرغوب فيها، لأن ذلك سيوقظ فيها الميل إلى الحرية والرغبة في الاقتداء بالرجل، فتهمل واجباتها المنزلية وأطفالها، وربما يعن لها أن تضع نفسها فوق الرجل».
فقد كانت آراء النهضويين الذين عاشوا في لبنان كأحمد فارس الشدياق، وبطرس البستاني، وفرح أنطون، أكثر تنورا، إلا أن تأثيرها لم يكن كافيا على ما يبدو لتغيير العقلية الذكورية المسيطرة على سكان بلاد الشام آنذاك.
لقد أثر المناخ العام بهذا الموقف المتحفظ من تحرر المرأة على مشاركتها في الحياة العامة، ورغم ذلك، كان هنالك مجموعة من الرائدات اللاتي اقتحمن الحياة العامة عنوة، وناضلن كثيرا لإسماع صوت المرأة، ورغم أن نشاطهن الأساسي تركز في الصالونات الأدبية والمجلات النسائية، إلا أن مشاركتهن في الهموم العامة والحياة السياسية تركت بصمة واضحة لا يمكن إنكارها، مثل لبيبة هاشم، التي أصدرت عام 1906 مجلة (فتاة الشرق)، وماري عجمي، التي أسست عام 1910 مجلة (العروس) وأسست جمعيات نسائية عدة، في مسيرة الكفاح والنضال ضد الحكم العثماني، فقد اتضحت مسيرتها النضالية حين التقت بالمناضل بترو باولي، لكن الأتراك قبضوا عليه، وأعدم مع مجموعة الشهداء في 6 أيار، وبقيت وفية له لم تتزوج أبدا، وقد أجج إعدامه الغضب والحقد في نفسها أكثر من قبل على الاستعمار، فازداد نضالها حماسة.

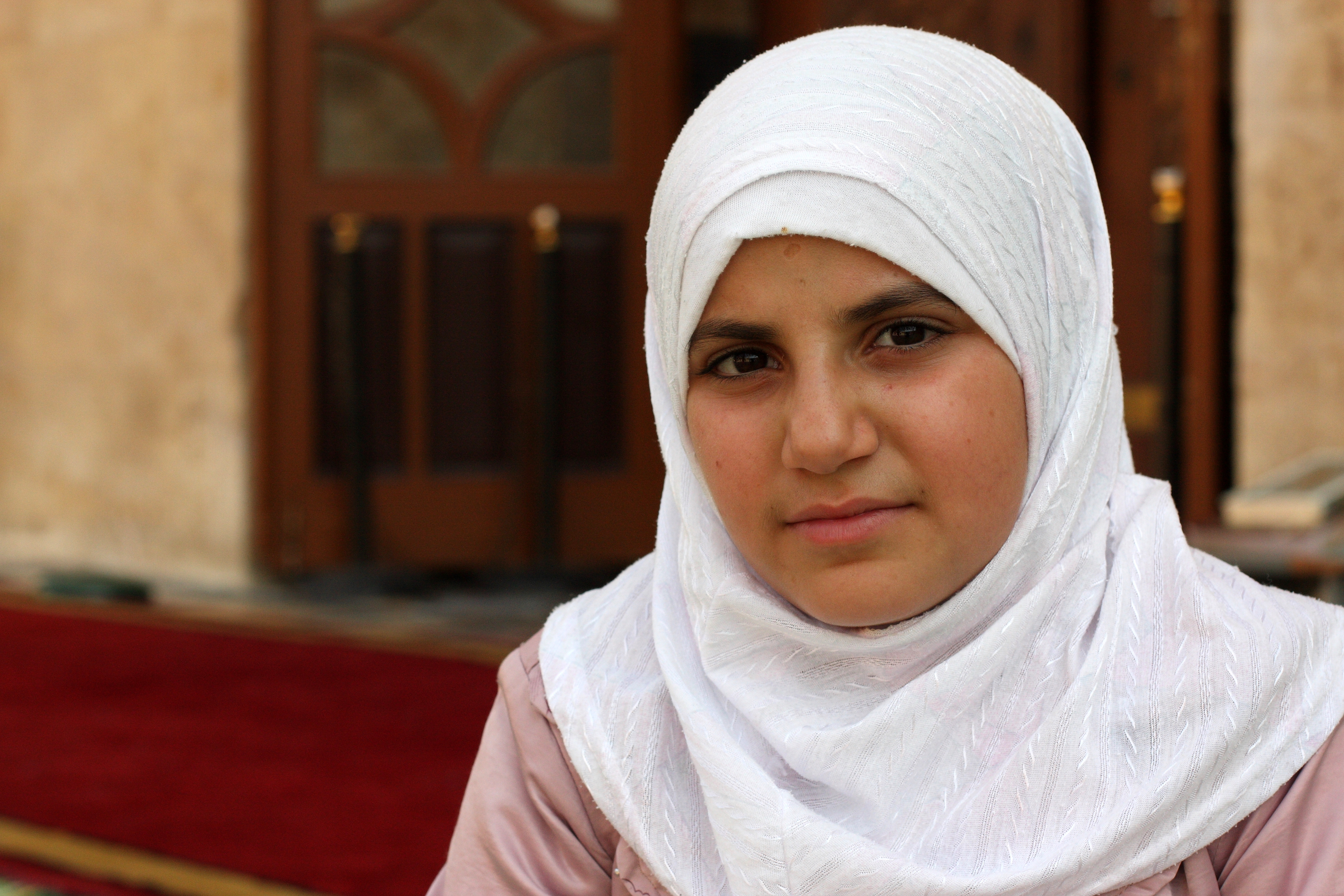
فتاة جامعية سورية عام 2010

كما واجهت ماري عجمي الاستعمار الفرنسي بنفس الروح النضالية، ورفضت كل محاولات رشوتها واستمالتها من قبله
وحمت هي ورفيقاتها أناسا كثيرين من أعواد المشانق التركية، كما قال الدكتور أحمد قدري الترجمان، أحد الثوار، وأسست عدة جمعيات نسائية، لأهداف سياسية في المرحلة الأولى، ثم لأهداف ثقافية واجتماعية، وأسست عام 1933 (الاتحاد النسائي العربي السوري) الذي ضم عشرين جمعية نسائية.، هذا عدا عن تأثير النهضويات اللبنانيات كزينب فواز، التي عاشت جزءا من حياتها في سورية، ودعت إلى مشاركة المرأة في الشؤون السياسية، ولكنها كانت في نفس الوقت مع حجب المرأة!
وترد على برثا بالمر رئيسة قسم النساء في معرض شيكاغو 1893، التي دعتها لحضوره، واقترحت عرض كتابها «الدر المنثور في طبقات ربات الخدور» قائلة «ولو كانت عوائدنا نحن النساء المسلمات تسمح لنا بالحضور في مثل هذه الاجتماعات، لكنت سعيت بنفسي لتقديمه وحضرت المعرض مع من يحضرن فيه من النساء، ولكن إطاعة لأمر ديني لا يمكنني ذلك».
وهكذا نرى أن مساهمة المرأة في الحياة السياسية بدأت خجولة في نهايات عهد الحكم العثماني في بدايات القرن العشرين، واقتصرت على مساعدة المناضلين وتخبئتهم عن أنظار المستعمر، دون مشاركة جدية فاعلة في الحياة السياسية، إلا أن حادثة شهداء 6 أيار الذين أعدمهم الوالي العثماني جمال باشا السفاح، والذين كانوا من خيرة رجال وشباب سوريا، دفع المرأة على ما يبدو أكثر من قبل للتفاعل مع مجريات الأحداث السياسية، وإن بقي ذلك محدودا، ولم تظهر في سورية في تلك الآونة حركة نسوية واضحة الأهداف والمعالم كما في مصر، أو قائدة بمستوى هدى شعراوي، التي قادت أول مظاهرة نسائية في مصر والعالم العربي 1919 سارت في شوارع القاهرة، وقدمت مذكرات للسفارات الأجنبية، فيها مطالب سياسية، والتي انشقت مع من معها من النسوة عن حزب الوفد، عندما لم يشرك سعد زغلول المرأة بالهيئة البرلمانية بعد الثورة، وشكلت تنظيما نسائيا منفصلا عن الوفد باسم (جمعية الاتحاد النسائي) عام 1923 لعب دورا سياسيا، بالإضافة لدوره الاجتماعي.
المرحلة النهضوية الثانية
و هي مرحلة الانتداب الفرنسي (1920 – 1946)، كانت في نفس الوقت مرحلة صعود البرجوازية العربية الناشئة، ففي تلك الفترة بدأت مطالب حركة تحرر المرأة تتصاعد، وغدت مشاركة المرأة في الحياة العامة والسياسية أكثر وضوحا، وكمثال على الفكر النهضوي هنا نذكر بعض الأسماء الهامة التي تابعت المطالبة بتحرر المرأة كالرائدة اللبنانية نظيرة زين الدين التي اعتبرها بوعلي ياسين في كتابه حقوق المرأة في الكتابة العربية، الممثلة النسائية لمدرسة التجديد الإسلامي، فقد ركزت على موضوع الحجاب، في كتابها الرائد «السفور والحجاب» وشغلت بالمعركة الضارية التي خاضتها مع رجال الدين، ولم يذكر مشاركتها في الحياة العامة والسياسية، وإن كانت من أهم من دعت إلى مشاركة المرأة فيهما.
و الطبيب والسياسي الدمشقي عبد الرحمن الشهبندر، الذي نادى بتحرير المرأة وتعليمها، والذي خرجت مظاهرة نسائية احتجاجا على اعتقاله 1942، وكانت من أوائل المظاهرات النسائية التي خرجت في سورية ضد الاستعمار.
ولعل من أهم الأسماء التي شاركت في الحياة السياسية، السيدة ثريا الحافظ، صاحبة المنتدى الشهير «منتدى سكينة الأدبي» في دمشق، والتي قالت عنها مقبولة شلق في تقديمها لكتاب ثريا الحافظ «حدث ذات يوم» «بطلة المظاهرات وخطيبة الجماهير، التي لا يعرف الخوف قلبها، أحبت لغتها، وعشقت قوميتها».. إن من يقرأ «حدث ذات يوم» يطلع على نضال المرأة السورية ضد الاستعمار الفرنسي، وعلى كفاح الفتيات السوريات اليافعات ضد الطغيان، الذي يعد مفخرة في تاريخ النضال النسوي السوري، وقد وصف منتداها بأنه صالون أدبي فني سياسي حيث خصص أياما خاصة بالثورات، الثورة السورية الكبرى، الثورة الجزائرية.. شارك فيه مناضلون من كافة أرجاء الوطن العربي، حتى أنها تعرضت للاعتقال من قبل المستعمر الفرنسي، الذي اقتحم دارها في عتمة الليل ليجرها بثوب نومها، تاركة وراءها ثلاثة أطفال يبكون ويصرخون.
كما ساهمت ثريا الحافظ في توعية النساء وتحريضهن ضد الاستعمار الفرنسي بمحاضرات وأحاديث إذاعية، وتمريض جرحى المظاهرات ضد المستعمر الفرنسي، ومواساة أسر الشهداء ورعاية أطفالهم ماديا ومعنويا، وتوجيه النساء لممارسة حقهن المشروع في ممارسة الحق الانتخابي، ومن ثم حق الترشيح، كما قامت على رأس مئة سيدة، برفع النقاب عن وجوههن في مظاهرة تحررية قمن بها في شوارع دمشق، وقد تطوع بعض الشباب الجامعيين لحمايتهن والدفاع عن خطوتهن التحررية تلك، تلك الخطوة التي شقت الطريق للنساء كلهن ليمارسن أبسط حقوقهن وحرياتهن.. كما فاخرت بأنها أول امرأة سورية رشحت نفسها لانتخابات عامة (من مقال للصحافية رغداء مارديني، نشرت في مجلة الطريق العدد الأول السنة 62، شباط 2003 بعنوان " ثريا الحافظ ومنتدى سكينة الأدبي).

مرحلة مابعدالاستقلال
استقلت سورية في 17 نيسان 1946، وشاركت النساء في احتفالات الجلاء التي أقيمت كل عام في ذكرى جلاء المستعمر الفرنسي، إلا أن سورية عاشت بعد ذلك فترة من الانقلابات العسكرية المتتالية، التي بدأت بانقلاب حسني الزعيم عام 1949، ومن ثم انقلاب سامي الحناوي، فانقلاب الشيشكلي، الذي استلم الحكم في سورية، وبعد أن تحول إلى دكتاتور قامع، قامت مظاهرات ضده في كافة أنحاء سورية، شاركت فيها النساء والطالبات خصوصًا في كل المحافظات السورية، وكان من بين ضحايا العنف الذي مارسته السلطات آنذاك ضد المتظاهرين، العديد من الطلاب والطالبات، الذين قتلوا في المواجهات الدامية بين رجال الشرطة والمظاهرات الطلابية، وإثر هذه الحوادث القمعية، أضربت جميع المدن السورية، وقامت حركة مناوئة في قطعات الجيش في سورية كلّها، قادت إلى استقالة الشيشكلي ومغادرته سورية. وقد حصلت المرأة السورية على أول حقوق المشاركة السياسية في هذه الفترة، إذ نالت حق المشاركة في الانتخاب عام 1949.
عودة قصيرة للحياة النيابية
في عام 1954 عادت الحياة النيابية إلى سورية، ولكن لم يكن للمرأة دور فعّال فيها، رغم مشاركتها في النضال الوطني في الشارع السوري، كمشاركتها في الاجتماعات الشعبية الحاشدة وفي حركة المقاومة الشعبية، إبان العدوان الثلاثي على مصر 1956.

### الوضع في الأردن

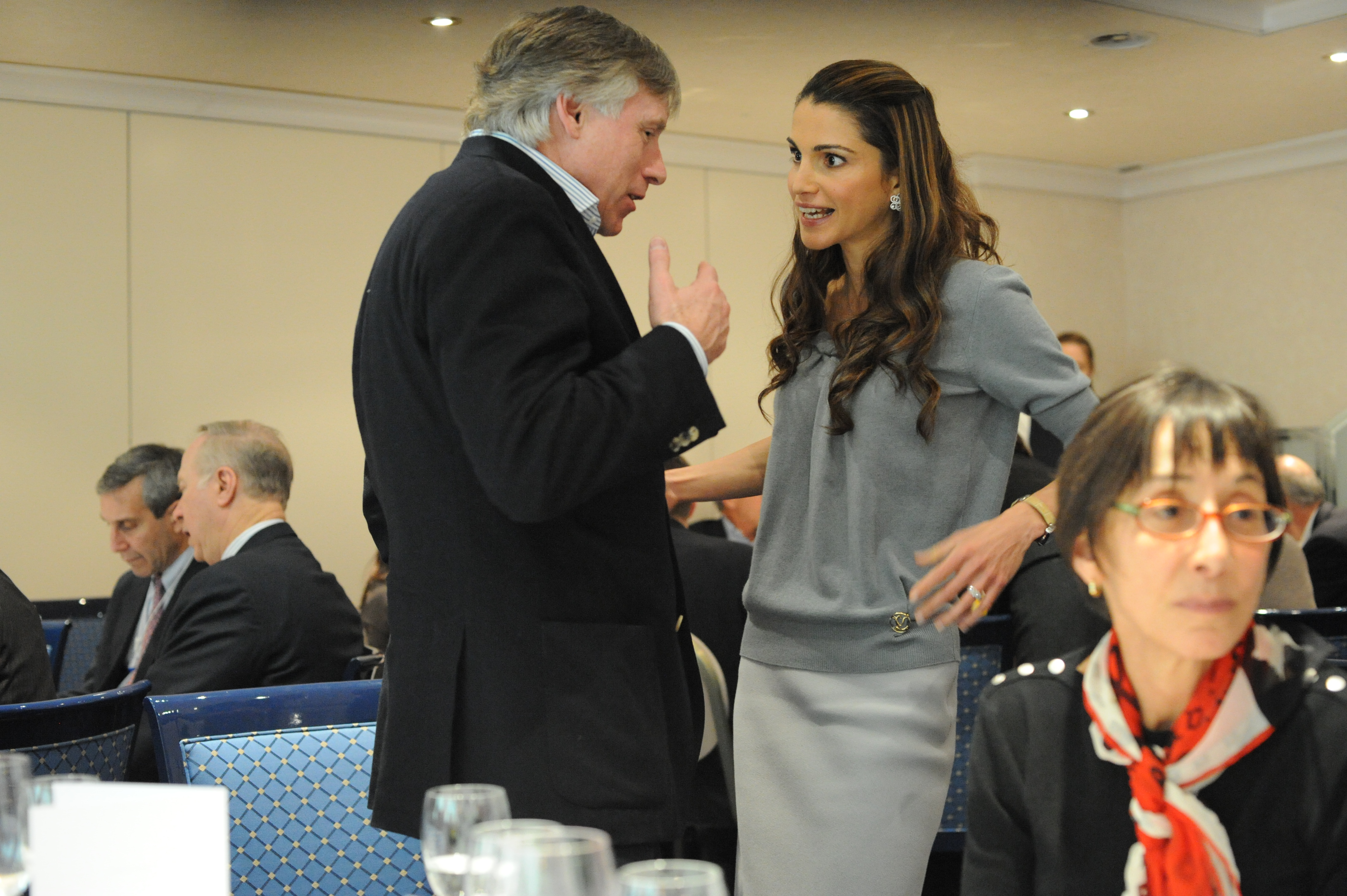
الملكة رانيا العبد الله نموذجًا للمرأة الأردنية المستقلة

على مر التاريخ اختلفت مشاركات المرأة الأردنية في الحياة السياسية، والاقتصادية، والاجتماعية على حسب الأعراف الدينية، والثقافية، والقانونية، والتقاليد التي تتسم بها كل حقبة زمنية. أمّا الآن فيسير الوضع حسب القانون المدني الأوروبي في الوقت نفسه تقومه تعاليم الدين الإسلامي وما تسمح به الشريعة الإسلامية لتضمن المرأة الأردنية حريتها وحقوقها القانونية. فيما يخص الإختلاط، والعمل، والتعليم فمازال تحكمه الذكورية.

## من أعلام النساء العربيات

### في السياسة
برزت نساء عربيات في السياسة قديما وحديثا فكان منهن الملكات اللاتي مارسن الحكم مثل نفرتيتي وبلقيس وشجرة الدر. وحديثا برزت أسماء نساء في السياسة مثل توكل كرمان الحاصلة على جائزة نوبل وغيرها من النساء العربيات.

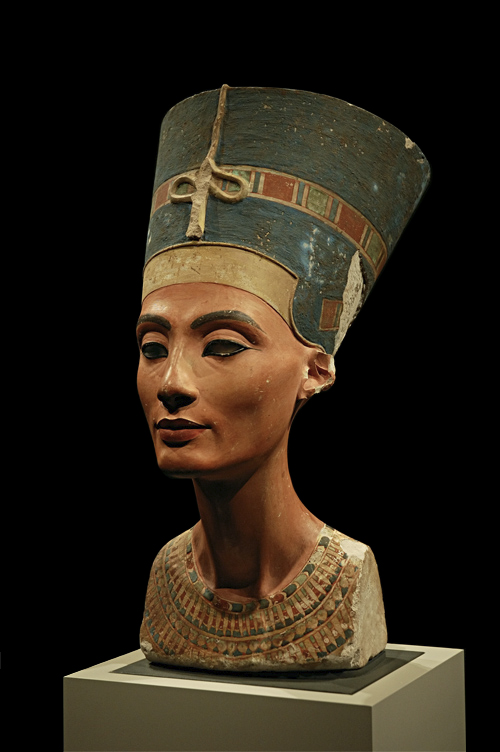
نفرتيتي
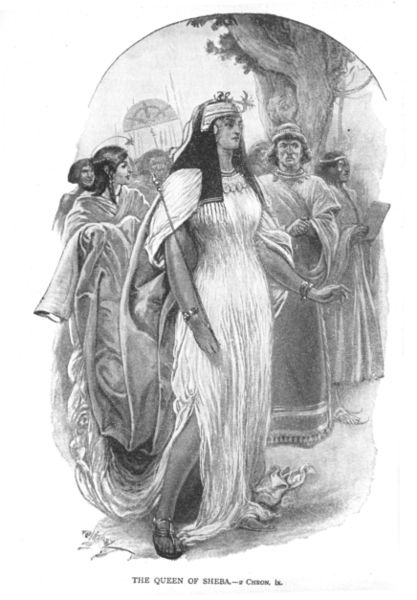
بلقيس
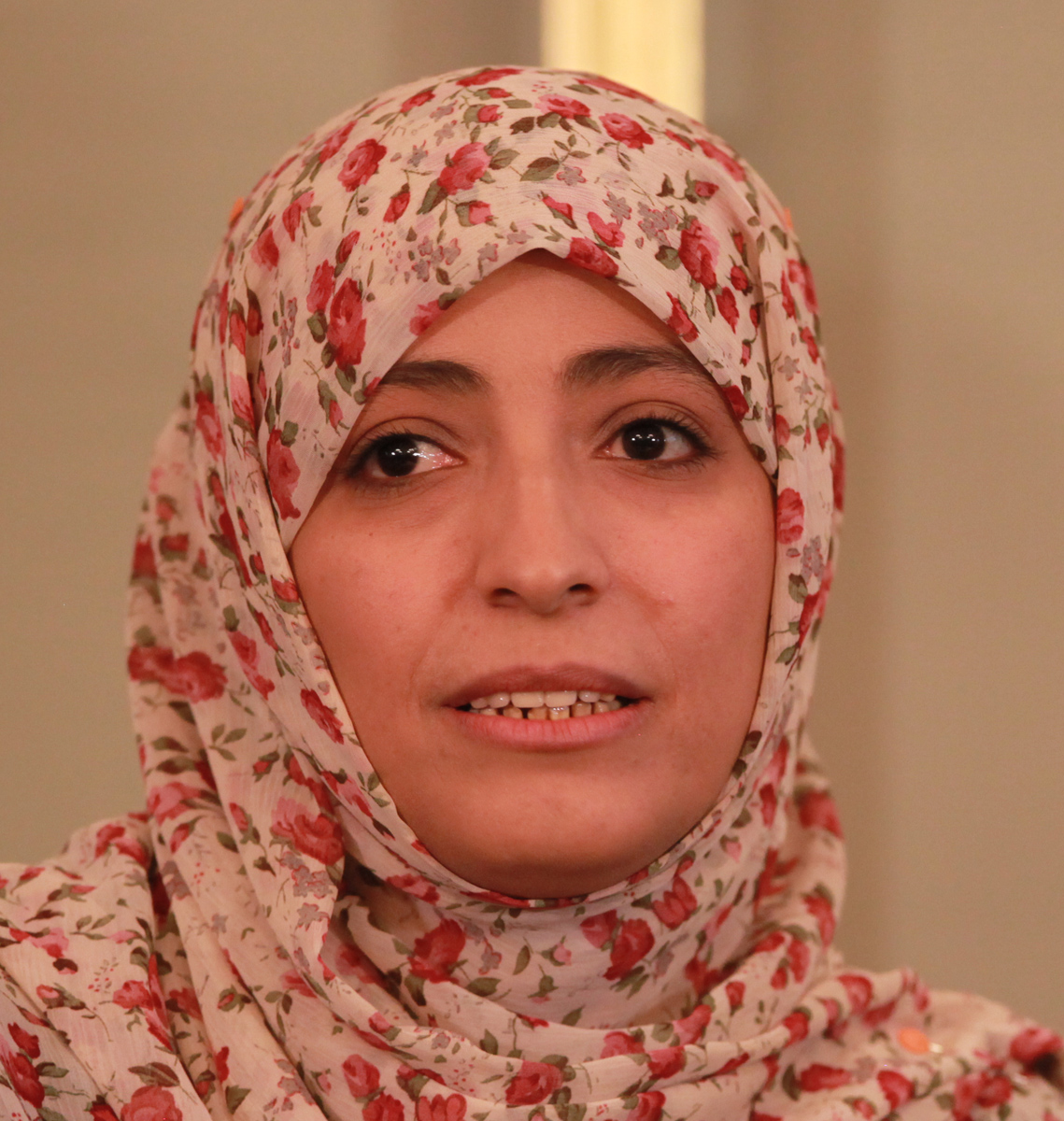
توكل كرمان

### في الشعر والأدب
واشتهرت نساء عربيات في الشعر والأدب قديما وحديثا فكان منهن الخنساء ومي زيادة ونازك الملائكة وغيرها من النساء العربيات.

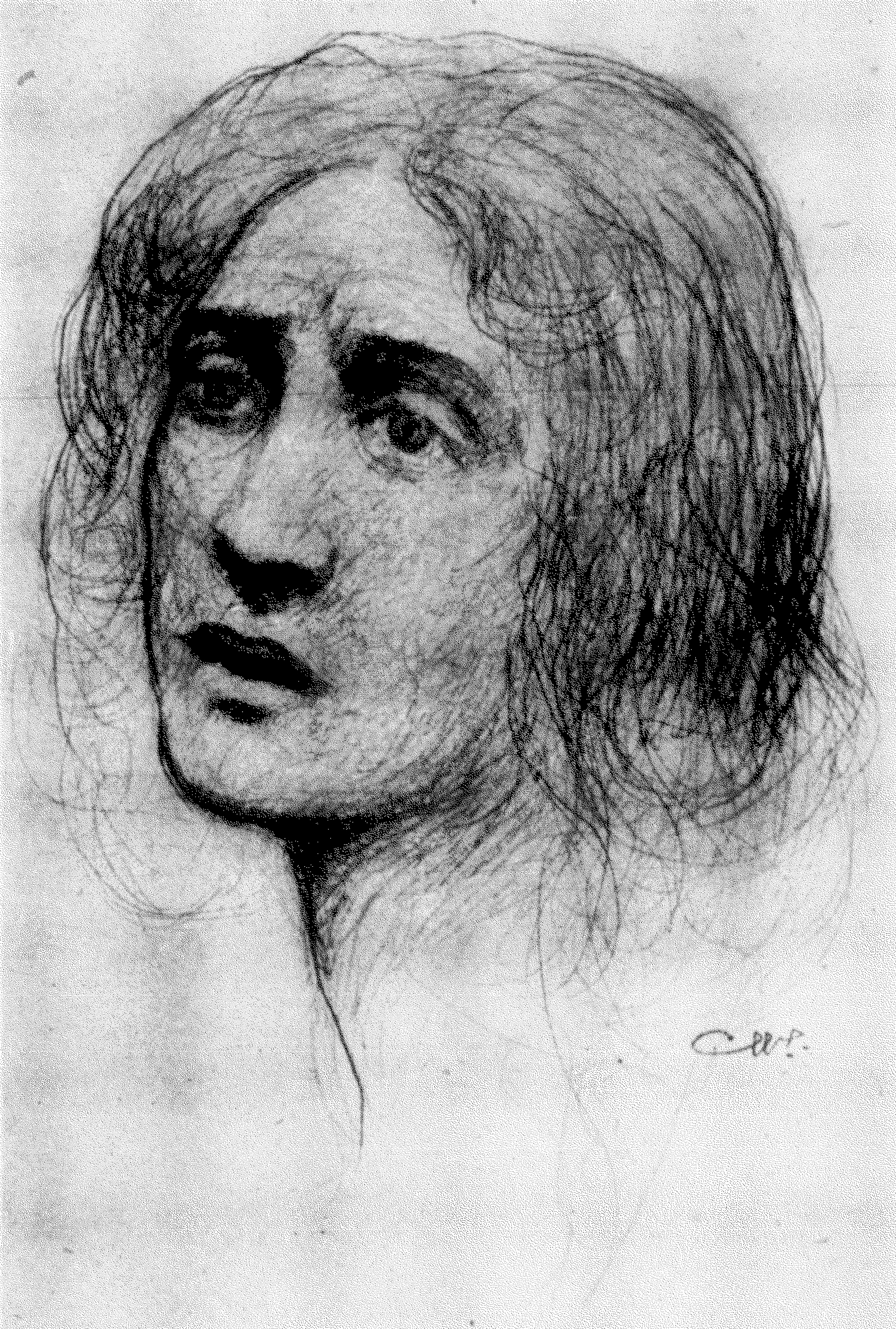
الخنساء
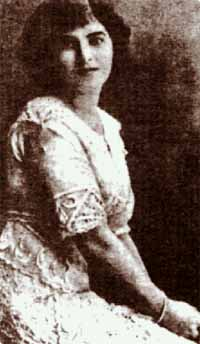
مي زيادة
نازك الملائكة

### في الفن والموسيقى

#### الغناء
وإذا ذكر الغناء يأتي ذكر كوكب الشرق أم كلثوم وفيروز وأسمهان وحديثا سميرة سعيد وغيرهن الكثير من المغنيات العربيات.

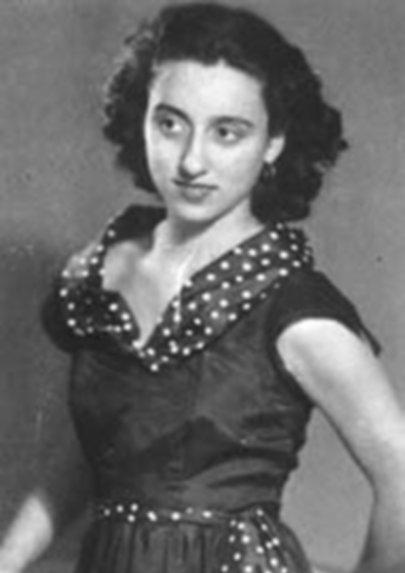
فيروز
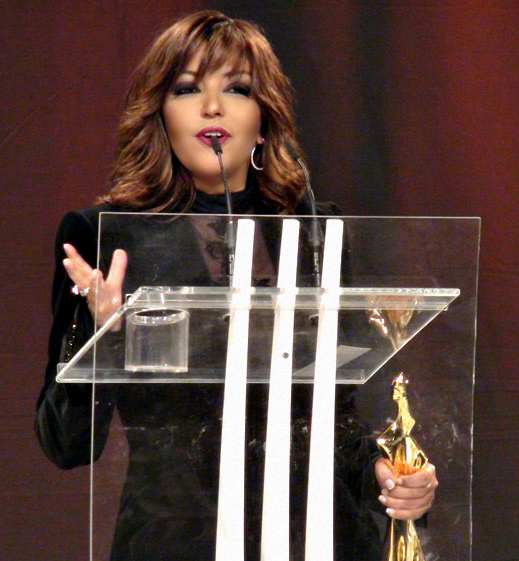
سميرة سعيد

#### التمثيل
واشتهرت ممثلات عربيات كثر مثل فاطمة رشدي وفاتن حمامة ومنى واصف وحياة الفهد، وغيرهن الكثيرات.

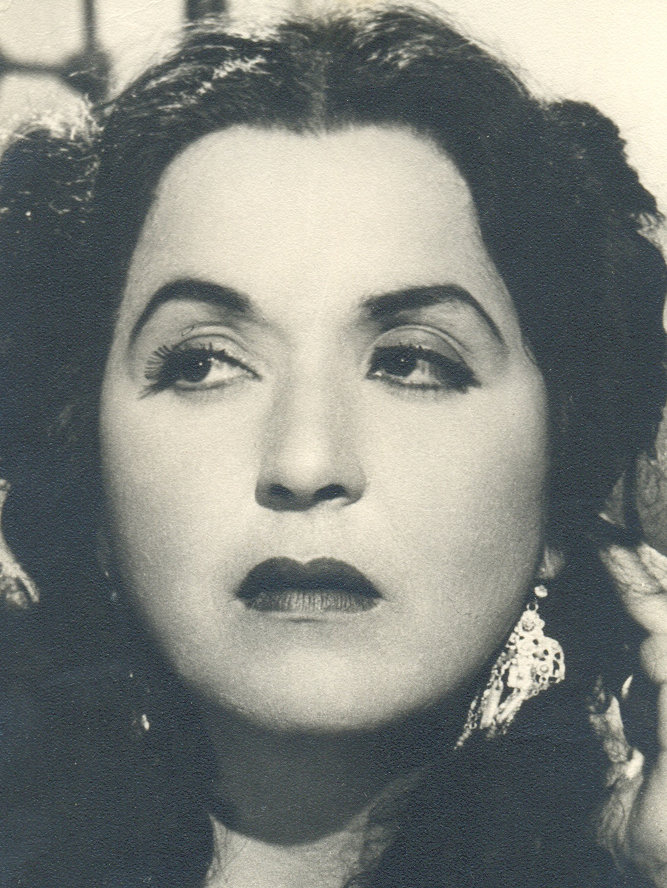
فاطمة رشدي
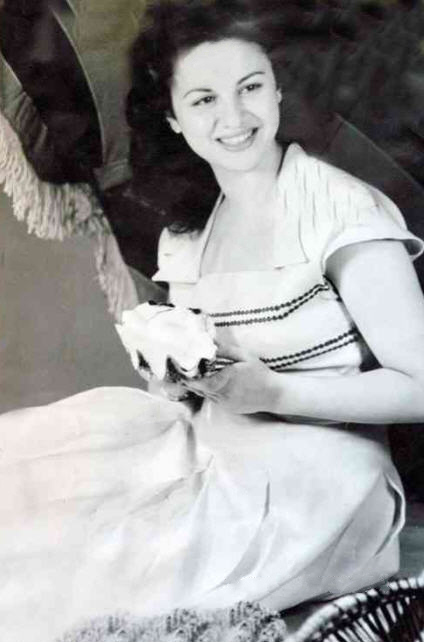
فاتن حمامة
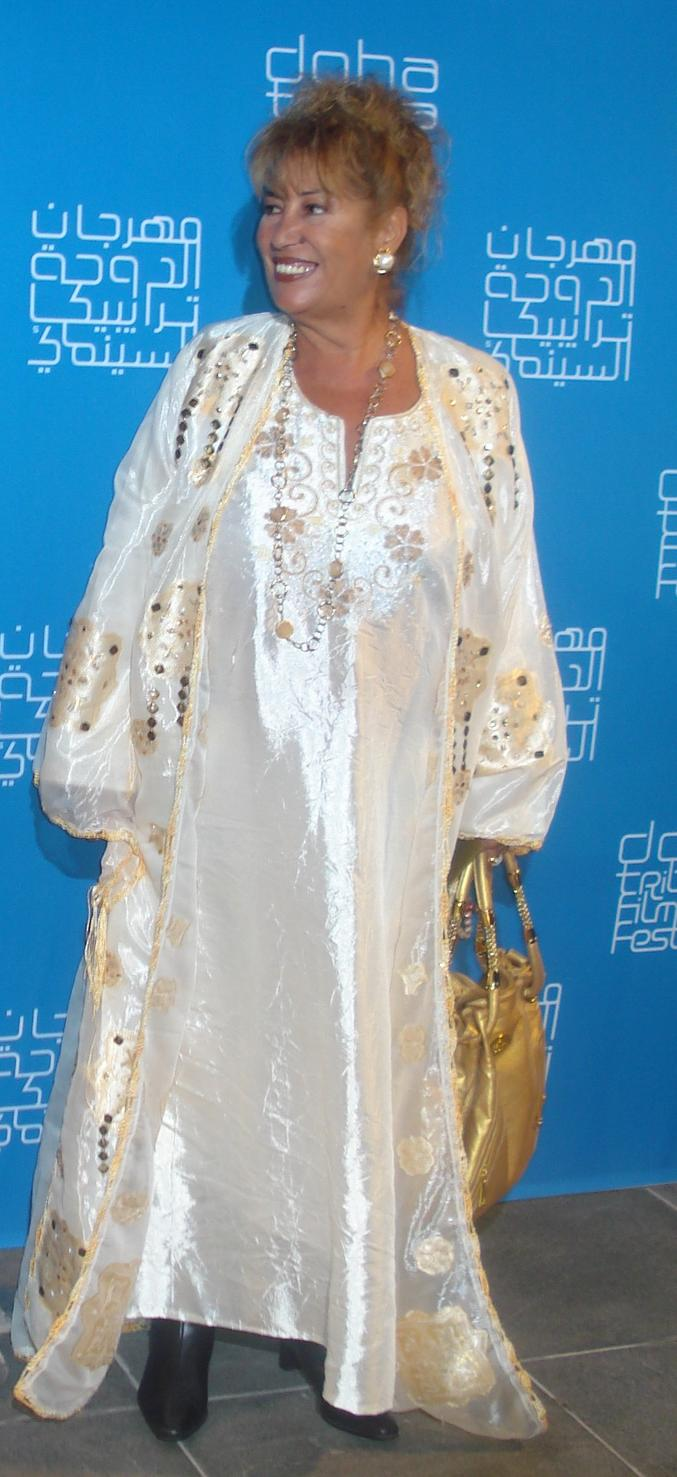
منى واصف
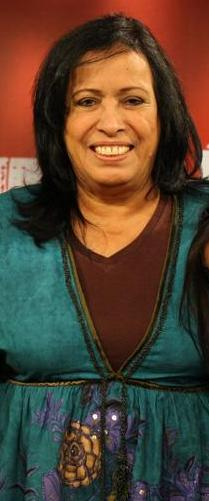
حياة الفهد

### في الإذاعة والصحافة
وفي مجال الإعلام والصحافة نجد من النساء العربيات أسماءا شهيرة مثل سلوى حجازي وسامية صادق وزينب بدوي ومنى أبو سليمان، وغيرهن الكثيرات.

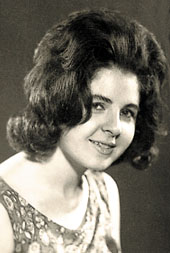
سلوى حجازي
سامية صادق
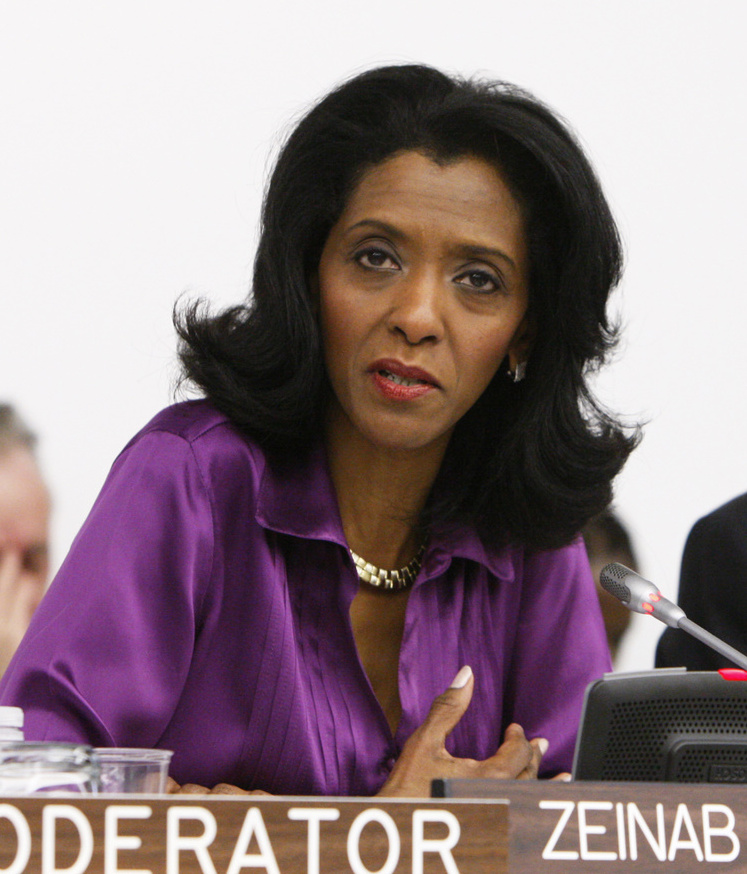
زينب بدوي
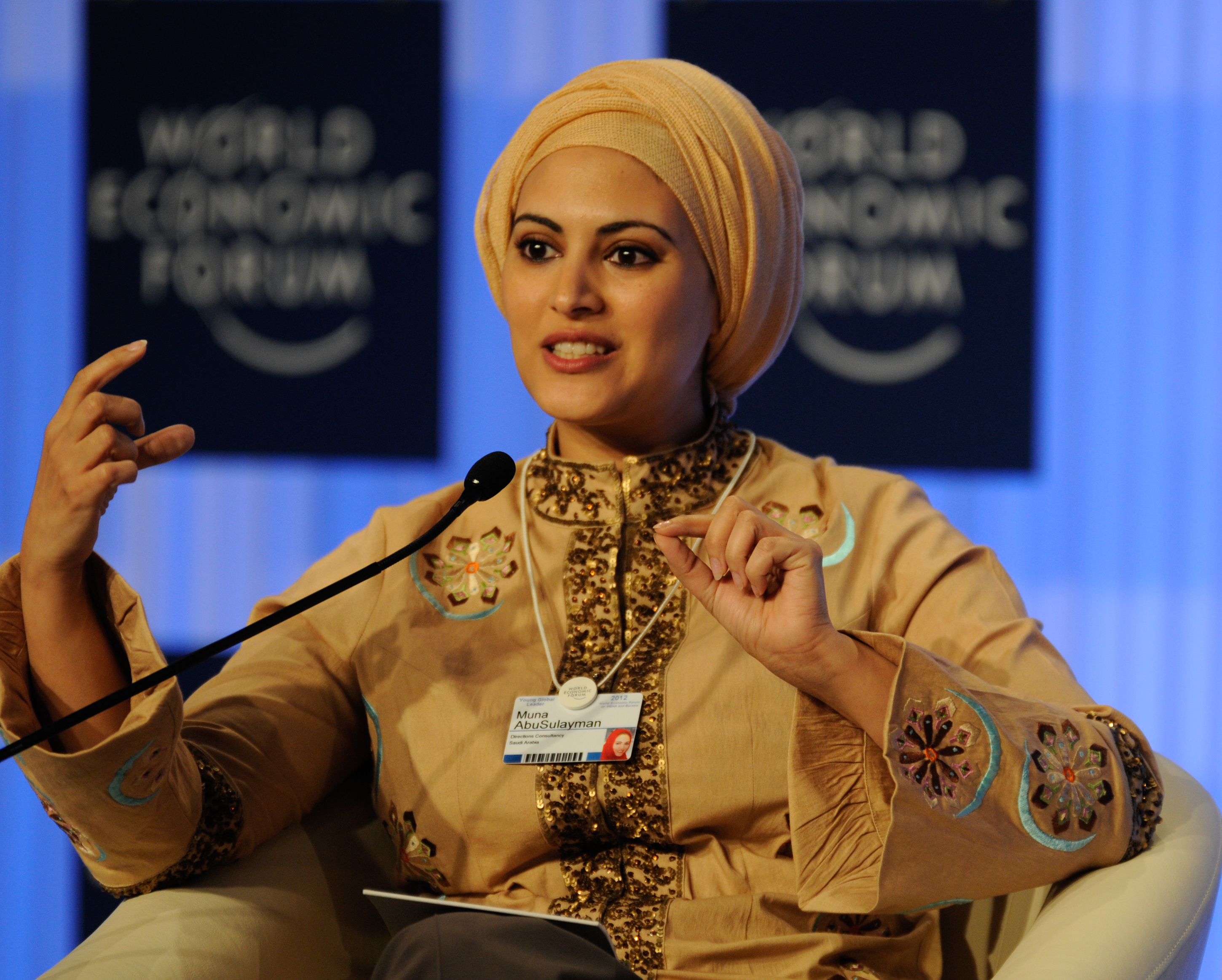
منى أبو سليمان

## وصلات داخلية
- الألعاب الإسلامية النسائية
- وقف المرأة